# 峯村健司
峯村 健司（みねむら けんじ、1974年8月21日 - ）は、日本のジャーナリスト。
朝日新聞編集委員外交・米中関係担当を経て、青山学院大学客員教授、キヤノングローバル戦略研究所上席研究員。日本防衛学会会員。

## 略歴
長野県生まれ。東京都立青山高等学校、青山学院大学国際政治経済学部国際政治学科卒業。1997年 朝日新聞社入社、大津支局、広島支局、大阪本社社会部など勤務。2005年 - 2006年 中国人民大学留学。2007年 - 2013年 中国総局北京特派員、中国共産党大会取材。2011年 中国の安全保障政策や情報政策に関する報道で2010年度ボーン・上田記念国際記者賞。2013年 - 2014年 ハーバード大学フェアバンク中国研究センター客員研究員、エズラ・ヴォーゲルに師事。2014年 国際報道部機動特派員。2015 - 2018年 アメリカ総局ワシントン特派員として、オバマ・トランプ両政権の外交政策や大統領選挙など取材。2020年4月 編集委員外交・米中関係担当。2021年 「LINEの個人情報管理問題のスクープと関連報道」で日本新聞協会賞、キヤノングローバル戦略研究所「CIGS外交・安全保障TV」に宮家邦彦らと出演。2022年 4月20日同社退職。青山学院大学客員教授、北海道大学公共政策学研究センター上席研究員、一橋大学大学院非常勤講師。ニッポン放送「飯田浩司のOK! Cozy up!」レギュラーコメンテーター。10月 キヤノングローバル戦略研究所主任研究員。

## 来歴
1998年に取材を担当した和歌山毒物カレー事件では近隣住民や被告の子たちとも良好な距離感を保ち話を交わす様になったことで、事件から時間が経った後も被告の家族たちとも交流が続き、朝日新聞退社後の2022年7月1日には被告の配偶者と息子と24年ぶりに再会を果たしている。対して浅野健一は「無実を信じます」と告げ被告の家に招かれるようになり、逮捕後にある事ない事書きたてた等と主張している。
「正雲（当時の金正恩の呼称）が極秘に訪中し、胡錦濤・中国国家主席と北京で会談」し正男が「胡主席と面識があり、紹介者として」その場に同席したとするスクープ記事を2009年に書いたが、産経新聞からは誤報と指摘されている。
中国共産党第18回大会の閉幕直前の2012年11月、中央軍事委員会主席に残留すると見られていた胡錦濤総書記の全面引退予定をスクープ。
2017年4月、中国の習近平国家主席が訪米し、就任直後のトランプ米大統領と初の首脳会談を行うことを世界のメディアに先駆けてスクープ。
米国トランプ政権が2018年2月にインド・太平洋地域の戦略を策定した際にまとめた内部文書を入手し、特報した。
2021年3月17日付の朝日新聞朝刊1面で、無料通信アプリ「LINE」が、中国にある関連会社にシステム開発を委託するなどし、中国人技術者らが日本のサーバーにある利用者の個人情報にアクセスできる状態にしていたことをスクープした。
2022年2月3日、自民党 国防議員連盟 勉強会で「中国の『超限戦』－スパイ、サイバー、宇宙、ＡＩ」と題し中国の様々な戦略について講演、質疑を行った。
2022年3月9日の「週刊ダイヤモンド」による安倍晋三へのインタビューに関し、インタビュアーである同誌副編集長に翌10日「安倍総理がインタビューの中身を心配されている。私が全ての顧問を引き受けている」「とりあえず、ゲラ（誌面）を見せてください」「ゴーサインは私が決める」などと迫っていたことが4月に判明。“報道倫理に反し極めて不適切”とされ、退職を目前に控えて1か月の停職処分となった。
2022年5月、国民民主党の安全保障調査会で講演しウクライナ侵攻の台湾問題へのインパクトを中心に解説。党首の玉木雄一郎とも意見交換した。
2023年3月14日 航空自衛隊幹部学校主催の航空宇宙防衛力シンポジウムに登壇、続いて3月16日に防衛研究所の第70期一般課程の授業で講義。4月 米軍のサンディエゴ海軍基地を取材。同4月 中国で拘束された日本人についてウォール・ストリート・ジャーナルとフィナンシャル・タイムズにインタビューが掲載された。

## 人物
- 金正恩の兄の金正男と交流があったが、正男の身の安全を考慮して、暗殺されるまで公開することは控えてきた[30]。
- 「中国夢」（中国の夢）の提唱者の1人である劉明福上級大佐へのインタビューを行ったことがあり、軍の汚職や腐敗を問題視していた劉は習近平のブレーンだと読んでいる[31]。

## 著書

### 単著
- 『十三億分の一の男――中国皇帝を巡る人類最大の権力闘争』（小学館、2015年）
  - 加筆改題『宿命――習近平闘争秘史』（文藝春秋〈文春文庫〉、2018年）
- 『潜入中国――厳戒現場に迫った特派員の2000日』（朝日新聞出版〈朝日新書〉、2019年）

### 共著
- 『ウクライナ戦争と米中対立　帝国主義に逆襲される世界』（幻冬舎〈幻冬舎新書〉、2022年）

　　小泉悠、鈴木一人、村野将、小野田治との共著
- 『習近平・独裁者の決断』（ビジネス社、2023年）石平との対談本
- 『中国「軍事強国」への夢』（文藝春秋〈文春新書〉、2023年）劉明福 著、加藤嘉一 翻訳を監訳

### その他
- 『China’s Influence in Japan: Everywhere Yet Nowhere in Particular』（CSIS 戦略国際問題研究所、2020年）インタビュー協力
- 『Battlegrounds: The Fight to Defend the Free World』H・R・マクマスター著（2020年）第二部「中国」のパートを監修[32]。日本語版は『戦場としての世界 自由世界を守るための闘い』（日経BP、2021年）

## 執筆

### 寄稿
- 朝日新聞
- AERA dot. （朝日新聞出版）
- 文藝春秋（文藝春秋）
- 文春オンライン（文藝春秋）
- プレジデントオンライン（プレジデント社）
- NewsPics （ニューズピックス）
- 週刊ポスト（小学館）
- SAPIO（小学館）
- 現代ビジネス（講談社）
- 東洋経済オンライン（東洋経済新報社）
- 夕刊フジ（産業経済新聞社）
- Voice（PHP研究所）

### インタビュー、コメント等
- ウォール・ストリート・ジャーナル
- フィナンシャル・タイムズ

## 番組出演

### テレビ
- ひるおび（TBS）
- 報道1930 （BS-TBS）
- 日曜スクープ（BS朝日）
- モーニングショー（テレビ朝日）
- そこまで言って委員会NP（読売テレビ）
- 報道ランナー （関西テレビ）

### ラジオ
- 飯田浩司のOK! Cozy up!（ニッポン放送）
- OK! Cozy up! 週末増刊号（ニッポン放送）
- 斉藤一美 ニュースワイド SAKIDORI!（文化放送）
- 田村淳 News Club（文化放送）
- 大竹まことゴールデンラジオ!（文化放送）
- 荻上チキ・Session（TBS ラジオ）
- ナイタースペシャル「峯村健司と松本秀夫の政界・球界オモテウラ」（2025年6月25日、ニッポン放送）

### その他
- キヤノングローバル戦略研究所 「CIGS外交・安全保障TV」
- 「国際政治チャンネル」
  - 峯村健司×細谷雄一×中山俊宏「2021年、米中対立のゆくえ」  #国際政治ch  89（2021年1月30日)[33]
  - 東野篤子×峯村健司×大庭三枝「戦争の裏で蠢く中国」 #国際政治ch 120 (2022年5月7日）[34]

## 主な講演活動等
- 公益財団法人 日本国際交流センター「第2回Thought Leaders Seminar」有識者会合[35]
- 公益財団法人 大学セミナーハウス 第2回アメリカセミナー「転換期のアメリカ未来を探る」[36]
- 経済研究所共催　第10回ケインズ学会全国大会　『新冷戦』に揺れるグローバル政治経済（中・米・欧の視点）[37]
- 日本防衛学会 令和２年度（秋季）研究大会「共通論題部会」「米国大統領選挙と米国から見た米中対立」[38]
- 幻冬舎大学 峯村健司【オンライン開催】新型コロナで激化する米中対立〈台湾をめぐり米中戦争勃発!?〉[39]
- 国際安全保障学会 2021年度年次大会 「「ポスト・コロナ」の米中対立―日本外交における課題」[40]
- 新聞協会賞受賞記者講演会「ＬＩＮＥの個人情報管理問題のスクープと関連報道」[41][42]
- エズラ・F・ヴォーゲル・ハーバード大名誉教授追悼シンポジウム『今後の日米中関係を占う～政治・外交・安全保障の観点から』[43][44]
- 「東アジアの平和と相互理解——エズラ・ボーゲル先生追悼フォーラム」[45]
- 日本証券アナリスト協会「＜中国シリーズ第2回＞習近平政権の台湾侵攻シナリオ、ウクライナ侵攻のインパクトは？」[46]
- 自民党 小林鷹之 前内閣府特命担当大臣（経済安全保障担当）の朝食勉強会で「台湾有事を見据えて日本は何をすべきか」と題し、中国・台湾を巡る政治や経済情勢と共に、民間企業を含めた関係者が今後留意すべき事項について講演[47]
- 国民民主党 代表 玉木雄一郎の勉強会で「台湾有事は起こるのか」と題して講演[48]
- 自民党 和田政宗参院議員の勉強会にて台湾有事と日本への影響について講演[49]
- 自民党「日本の尊厳と国益を護る会」で台湾問題について講演した[50]
- 第四北越銀行主催の「村上第四北越会」で中国の台湾侵攻シナリオ　中小企業の自己防衛策とは」と題し経営者に対し講演[51]
- 防衛研究所の第70期一般課程にて「米国の安全保障を巡る政策決定過程」を講演[52]
- 自民党 衆議院議員甘利明後援会で「米中対立の行方」と題してセミナー講演[53]
- 一般社団法人中国研究会・笹川平和財団主催シンポジウム「日中国交正常化」50周年記念連続講演会 の第一回目「国際関係の変容と日中関係――1972年からウクライナ危機まで」に登壇[54]
- 国際経済政策調査会の特別セミナーで「習近平政権下の経済安保と科学技術政策」と題して講演、中国の「千人計画」を含めた統一戦線工作のアプローチや各社や大学の技術漏洩などについて解説した[55]